# بابونة عليا
بابونة عليا (بالفارسية: بابونه علیا) هي منطقة سكنية تقع في Charuymaq-e Jonubesharqi Rural District في إيران. يقدر عدد سكانها بـ 44 نسمة .